# 群福婦女權益會
群福婦女權益會 是香港一個註冊慈善團體，非营利互助組織。關心社會邊緣個案，弱勢社群，例如天水圍滅門慘案及類似的家庭暴力個案，以自助互助的形式，鼓勵被虐婦女自強，協助當中受傷害的婦女，也期望社會人士嚴肅地重視性別歧視問題。
群福婦女權益會主席是（廖銀鳳）。
中心主任: 註冊社工劉燕玲
- 逐漸變質　求助個案險「爆鑊」 群福會已非受虐婦女防線（页面存档备份，存于）

- 精神領袖廖銀鳳去年遭勸退（页面存档备份，存于）

(2013-2014年)
主席: 鍾碧梅女士
副主席 : 鍾麗顏女士 
顧問 : 鍾婉儀女士

## 相關
- 社會學
- 天水圍新市鎮
- 架勢堂
- 香港慈善機構列表

## 外部連結
- 群福婦女權益會網址[永久]

- 群福婦女權益會 - 香港社會服務機構總覽[]